# 보타포구 FC (주앙페소아)
보타포구 PB(포르투갈어: Botafogo Futebol Clube) 또는 보타포구 다 파라이바, 보타포구-PB로 불리는 이 팀은 파라이바주 주앙페소아를 연고로 하는 축구 클럽이다. 2013년 캄페오나투 브라질레이루 D에서 우승을 기록한 바 있다.
구단의 별칭은 포르투갈어로 "아름다움"을 뜻하는 Belo이다. 보타포구 다 파라이바의 마스코트는 보안관이다.

## 역사
1931년 9월 28일 파라이바주 주앙페소아에서 창단되었다. 창립자로는 베라우두 지 올리베이라, 마노에우 페이토사, 리보네치 페소아, 조제 지 멜루, 이드종 지 모우라 마샤두, 이녹 린스 등이 있으며, 이들은 모두 보타포구 FR 서포터 출신이었다. 초대 회장으로 베라우두 지 올리베이라가 선출되었다.
1932년 보타포구는 EC 상벤투와 역사적인 첫 경기를 가졌고, 결과는 2-2 무승부였다. 1936년 캄페오나투 파라이바누에서 첫 프로 대회 우승 트로피를 들어올렸다. 1976년 전국 리그 1부 캄페오나투 브라질레이루 세리이 A에 처음으로 참가하였으며, 2라운드에서 탈락하여 최종 25위로 마감하였다. 1985년 세리이 A에서 19위를 기록했고, 이는 지금까지의 구단 역사상 대회 최고 기록으로 남아 있다. 1989년 구단은 코파 두 브라지우에 처음으로 참가하였고, 1라운드 크루제이루 EC와 격전 끝에 1차전 홈 1-1, 2차전 원정 0-0 무승부를 거두었고, 원정다득점 규칙에 따라 탈락하게 되었다.
파라이바 주 리그인 캄페오나투 파라이바누에서 꾸준히 좋은 성적을 거두었으며, 1937년, 1949년, 1953년, 1957년, 1970년, 1976년 대회에서는 무패우승을 거두었다.
2011년 EC 비토리아를 종합 3-1로 꺾으며, 구단은 역사상 처음으로 코파 두 브라지우 2라운드에 진출하였다. 2013년 보타포구 다 파라이바는 캄페오나투 브라질레이루 세리이 D에서 우승을 차지하며, 전국 대회 최초의 우승 트로피를 들어올렸다.

## 기록

### 세리이 A 기록
| Year | Position |
| ---- | -------- |
| 1976 | 25위     |
| 1977 | 57위     |
| 1978 | 25위     |
| 1979 | 38위     |
| 1980 | 20위     |
| 1985 | 19위     |
| 1986 | 60위     |

## 수상
- 캄페오나투 파라이바누
  - 우승 (28) : 1936, 1937, 1938, 1944, 1945, 1947, 1948, 1949, 1953,1954, 1955, 1957, 1968, 1969, 1970, 1975, 1976, 1977, 1978, 1984, 1986, 1988, 1998, 1999, 2003, 2013, 2014, 2017
- 코파 파라이바
  - 우승 (1) : 2010

## 선수 명단

### 현역
참고: FIFA 자격 규정에 따라 소속된 국가대표팀 국기를 표시합니다. 선수는 복수의 FIFA 비회원국 국적을 가지고 있을 수 있습니다.
| 번호 | 포지션 | 국적 | 이름 |
| ---- | ------ | ---- | ---- |

| 번호 | 포지션 | 국적   | 이름    |
| ---- | ------ | ------ | ------- |
| 21   | FW     | 카메룬 | 폴 헨리 |